# شکستن همه موانع
شکستن همه موانع (به انگلیسی: Breaking all Barriers) فیلمی هندی محصول سال ۲۰۱۲ و به کارگردانی مگیژ تریمنی است. در این فیلم بازیگرانی همچون آرون ویجی، مامتا موهانداس، راکول پریت سینگ، ماها گاندهی، وامسی کریشنا و کیرا دات ایفای نقش کرده‌اند.